# Oberreichenbach, Erlangen-Höchstadt
Oberreichenbach là một thị xã thuộc huyện Erlangen-Höchstadt, trong bang Bayern, nước Đức. Đô thị Oberreichenbach, Erlangen-Höchstadt có diện tích 4,83 km², dân số thời điểm 31 tháng 12 năm 2006 là 1221 người.